# دهستان حومه دهگلان
دهستان حومه دهگلان نام دهستانی در بخش مرکزی شهرستان دهگلان، استان کردستان در ایران است. براساس سرشماری مرکز آمار ایران در سال ۱۳۸۵، جمعیت آن ۷۰۴۶ نفر (۱۵۹۴ خانوار) بوده‌است.